# رابرت کترال
رابرت کترال (انگلیسی: Robert Cattrall؛ زادهٔ ۱۰ october ۱۹۵۷ (۶۷ سال)) بازیکن هاکی روی چمن اهل بریتانیا است.